# Билунг фон Щубенсхорн
Билунг или Билинг фон Щубенсхорн (немски: Billung/Billing von Stubenshorn; † 26 март 967) е легендарен прародител на саксонския благороднически род Билунги. Той е господар на Щубенсхорн, граф в Източнофранкското кралство.

## Произход
Той е син на граф Екберт ком († 7 февруари пр. 932). Внук е на граф Вихман II фон Хамаланд и дъщерята на граф Амелунг II и Хадуви.
Той е близък роднина с крал Хайнрих I Птицелов († 936).

## Фамилия
Билунг фон Щубенсхорн се жени за Алда/Аеда/Атала/Аделе от Италия и има вероятно децата:
- Вихман I Стари († 962), граф в Барденгау, женен за Бия фон Рингелхайм († пр. 932) или за Фридеруна фон Рингелхайм († 971), сестра на кралица Матилда († 968), от 909 г. омъжена за крал Хайнрих I († 936)
- Вихман († 21 февруари 944, убит в битка), граф на Енгерн, женен за Фредеруна фон Харцгау († 1015), дъщеря на граф Фолкмар I фон Харцгау († пр. 961)
- Амелунг († 5 май 962), епископ на Ферден (933 – 962)
- Херман Билунг (* ок. 905; † 27 март 973), граф в Барденгау, херцог на Саксония, женен за Хилдегарда фон Вестербург